# Associació de Futbol de l'Àsia Central
L'Associació de Futbol de l'Àsia Central, també coneguda per l'acrònim CAFA (en anglès: Central Asia Football Association), és l'òrgan de govern del futbol de les federacions del centre d'Àsia de la Confederació Asiàtica de Futbol (AFC). Va ser fundada l'any 2014 per les federacions de l'Afganistan, Iran, Kirguizstan, Tadjikistan, Turkmenistan i Uzbekistan.
La CAFA és una de les cinc zones geogràfiques en què està dividida l'AFC i una de les sis confederacions que integren la Federació Internacional de Futbol Associació (FIFA).
La creació de la CAFA es va gestar a iniciativa de les federacions de l'Iran i de l'Afganistan quan el maig de 2014 li van proposar al president de l'AFC, Shelikh Salman.
El 9 de juny de 2014, el congrés extraordinari de l'AFC celebrat a São Paulo, va ratificar la proposta de la nova zona asiàtica. El gener de 2015, al congrés extraordinari celebrat a Austràlia durant la disputa de la 2015 AFC Asian Cup, es va acordar l'aprovació definitiva de la Central Asian Football Federation.
L'any 2015, la Central Asian Football Federation va canviar el seu nom pel de Central Asian Football Association.
L'any 2018, la CAFA va crear la CAFA Championship, que és la principal competició que organitza l'associació, tant en categoria masculina com femenina, futbol sala i categories inferiors.

## Membres de la CAFA
| Federació                                              | Selecció Nacional |
| ------------------------------------------------------ | ----------------- |
| Federació de Futbol de l'Afganistan                    | Afganistan        |
| Federació de Futbol de la República Islàmica de l'Iran | Iran              |
| Federació de Futbol del Kirguizstan                    | Kirguizstan       |
| Federació de Futbol del Tadjikistan                    | Tadjikistan       |
| Federació de Futbol del Turkmenistan                   | Turkmenistan      |
| Associació de Futbol de l'Uzbekistan                   | Uzbekistan        |